# Congolacerta
Congolacerta — рід ящірок родини ящіркових (Lacertidae). Представники цього роду мешкають в Центральній Африці.

## Види
Рід Congolacerta нараховує 2 види:
- Congolacerta asukului Greenbaum, Villanueva, Kusamba, Aristote & Branch, 2011
- Congolacerta vauereselli (Tornier, 1902)